# Île Nunivak
L'île Nunivak est une île volcanique située dans la mer de Béring à 29 km au large de la côte occidentale de l'Alaska.
C'est la huitième île des États-Unis par sa superficie. La ville principale de l'île est Mekoryuk.

## Géographie
L'île Nunivak est volcanique. Elle est dominée par un plateau volcanique culminant à 160 mètres de hauteur. La toundra est le paysage principal. En 1930, une trentaine de bœufs musqués ont été réintroduits sur l'île : ils sont aujourd'hui environ 600.

## Démographie
Nunivak a une seule base permanente, Mekoryuk, sur sa partie nord, d'une population d'environ 200 personnes. Dans le recensement de 1880, Ivan Petrof a enregistré 702 résidents répartis sur neuf villages. Une épidémie déclarée en 1900 décima la population, et l'émigration fit que l'île garda une population faible. Parmi les personnes ayant visité l'île, on peut citer le photographe Edward Curtis, l'anthropologue Margerrett Lantis et l'artiste Muriel Hannah.
Les habitants de l'île sont des Eskimo ayant un langage connu sous le nom de Cup'ig. Cependant les plus jeunes habitants parlent surtout l'anglais.

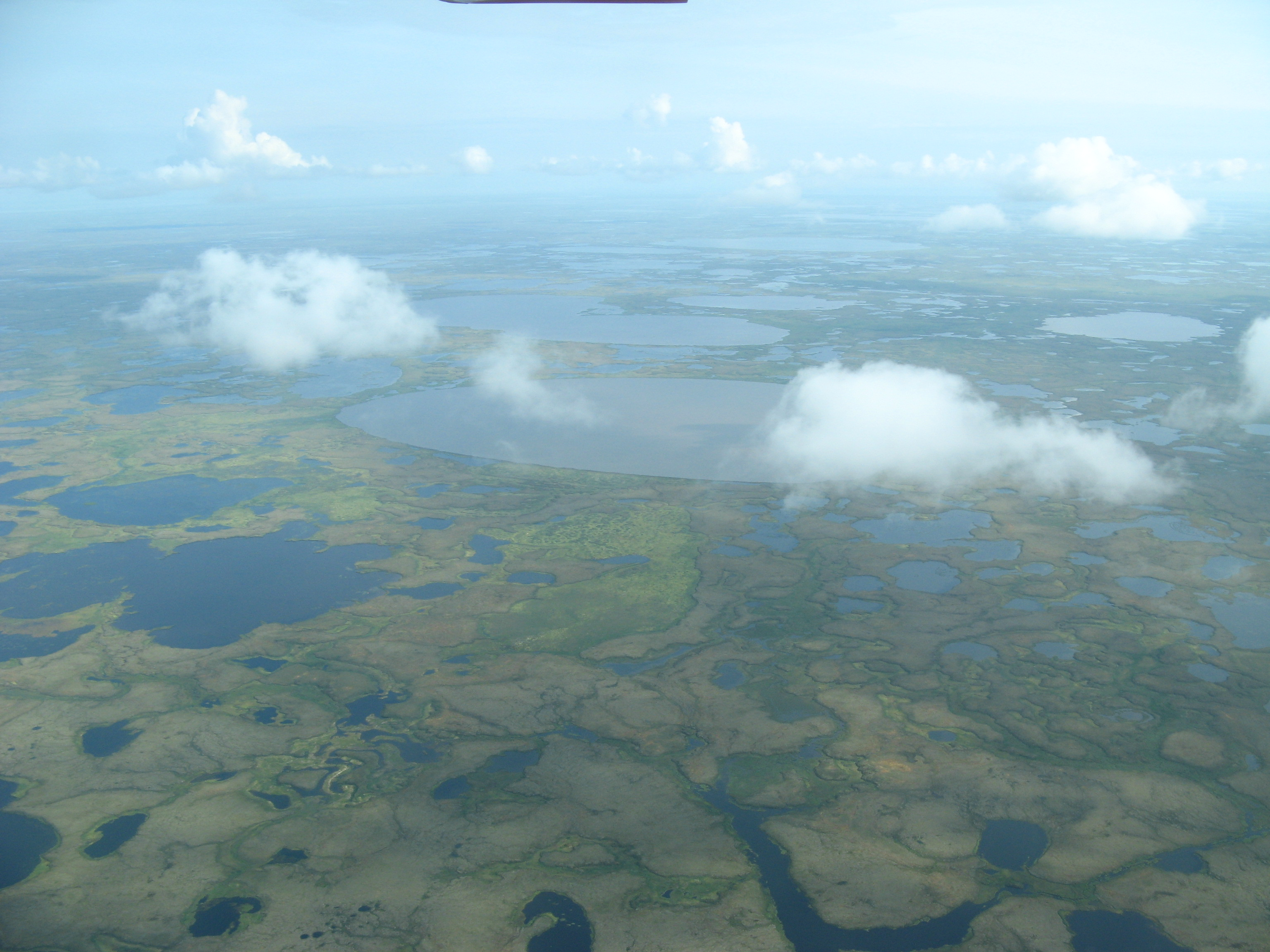
Vue aérienne de la toundra de l'île Nunivak.